# Zanomys californica
Zanomys californica là một loài nhện trong họ Amaurobiidae.
Loài này thuộc chi Zanomys. Zanomys californica được Richard C. Banks miêu tả năm 1904.